# Olimpia Liepaja
El Olimpia Liepaja fue un equipo de fútbol de Letonia fundado en el año 1909 y que alguna vez jugó en la Virsliga, la liga más importante de fútbol del país. Es considerado uno de los equipos históricos y el segundo más laureado en la historia del fútbol letón con más de 7 trofeos nacionales hasta finales de la década de los 30s.

## Historia
Fue fundado en el año 1909 en la ciudad de Liepaja originalmente como un equipo de ciclismo, pero que después volvió al fútbol como su sección principal y a partir de la temporada de 1924 se convirtió en el club de fútbol más fuerte de Liepaja.
Fue el primer equipo de fútbol de Letonia que no fuera de la capital Riga en disputar partidos amistosos internacionales, con lo que era un serio retador para los equipos de Riga. consigue su primer título de liga en el año 1927, iniciando con la historia de uno de los clubes más dominantes de Letonia entre la década de los años 1920s y 1930s, siendo el mayor rival del RFK Riga.
En 1940 el club es desaparecido por la ocupación soviética el Letonia, pero es refundado un año después por la ocupación alemana, manteniéndose activo hasta su desparición en 1944 con el final de la Segunda Guerra Mundial.

## Palmarés
Campeonatos nacionales (7)
- Latvia top league: 7

1927, 1928, 1929, 1933, 1936, 1938, 1939

## Jugadores

### Jugadores destacados
- Harijs Lazdiņš
- Fricis Laumanis
- Voldemārs Žins
- Kārlis Tīls